# Neferoere
Neferoere of Neferure (letterlijk "De schoonheid van Ra) was in het oude Egypte een prinses uit de 18e dynastie. Zij was de dochter van twee farao's, Hatsjepsoet en Thoetmosis II. Zij bekleedde hoge posities in de regering en in het religieuze bestuur van Egypte.

## Biografie

### Geboorte en opvoeding
Neferoere werd geboren tijdens het bewind van Thoetmosis II. Voor zover bekend was zij enig kind bij Hatsjepsoet, diens koningin en opvolgster, die ook de dochter van Thoetmosis I was. Ze had een halfbroer, Thoetmosis III, die in normale omstandigheden als enige mannelijke troonpretendent van de opvolging verzekerd zou zijn, maar hij was nog een jongetje toen zijn vader stierf.
Een huwelijk met Neferoere zou zijn positie als troonopvolger hebben bevestigd, maar in de gegeven omstandigheden nam Hatsjepsoet de troon over, met de stiefzoon als co-regent.
Volgens sommige optekeningen stierf Thutmosis II na een bewind van dertien jaar, maar er is voldoende documentatie voorhanden die uitwijst dat na zijn zevende bewindsjaar Hatsjepsoet reeds als gekroonde farao regeerde, en dit tot aan zijn dood, en daarna dus nog verder (twintig jaar in totaal). Een farao werd immers voor het leven gekroond. De datums waarop haar vader stierf en waarop haar moeder het faraoschap opnam staan niet met zekerheid vast, zodat er aanzienlijke discussies en debatten zijn ontstaan omtrent de juiste chronologie.

### Hogepriesteres
Na de troonopvolging door haar moeder genoot Neferoere een prominent aanzien aan het hof, en een rol die ver uitsteeg boven de rol die een koninklijke prinses van de farao normaal kreeg toebedeeld. Terwijl Hatsjepsoet het faraoschap waarnam fungeerde Neferoere als koningin in het openbaar leven. Daar bestaan heel wat verwijzingen naar. Zo kreeg zij als titel vrouwe van Opper- en Beneden-Egypte, meesteres van de Landen, en godsvrouw van Amon, een titel die Hatsjepsoet zelf had moeten opgeven om farao te kunnen worden. In die rol was zij de hogepriesteres van de Amoncultus, een belangrijk oud-Egyptisch instituut met Thebe als centrum (circa 2160 v.Chr.), in die tijd de belangrijkste stad van Egypte. Dit ambt had evenzeer politieke als religieuze betekenis, omdat die twee sferen in het oude Egypte zeer nauw met elkaar waren verbonden. Dagelijkse contacten met de farao waren een noodzaak, aangezien beiden de tempelrituelen samen uitvoerden en de orakels interpreteerden.
De hogepriesteres was dan ook zelf een vrouw van het hof. Die rol was eerder al zeer nadrukkelijk door haar moeder waargenomen, en het zou onder haar invloed zijn geweest dat Neferoere op dezelfde posities terechtkwam.
In de Tempel van Karnak, in de "Rode Kapel" van Hatsjepsoet, staat een afbeelding van haar terwijl zij de plichtplegingen van godsvrouw van Amon verricht. Ook haar grootmoeder had deze titel waargenomen, die eveneens een belangrijke rol speelde in de tempelrituelen van de farao, zoals vele andere koninginnen.

### Troonopvolgster als farao
Volgens bepaalde historici werd Neferoere opgevoed om de volgende farao te worden. Zij werd in ieder geval opgeleid tot grote koninklijke vrouwe van Thoetmosis III. Het is daarom niet uitgesloten dat Hatsjepsoet haar opleidde als mogelijke troonopvolgster voor het geval Thoetmosis III iets overkwam.
Neferoere werd begeleid door de beste en betrouwbaarste raadslieden van de farao, waaronder Ahmose Pen-Nechbet als eerste, die onder meerdere voorgaande farao's had gediend en groot gezag genoot, vervolgens was er Senenmoet, en ten slotte regeringsman Senimen.
Neferoeres halfbroer diende als legerhoofd, zodra hij daarvoor de nodige rijpheid bezat, en hij wordt ook afgebeeld als tweede voorganger bij ceremonies, bijvoorbeeld op de kunstwerken in tempels uit haar tijd.

### Dood
Het is niet uitgesloten dat Neferoere nog tijdens het bewind van haar moeder is gestorven. In het eerste graf van Senenmoet wordt zij vernoemd, de graftombe die hij liet bouwen in het regeringsjaar 7.
Neferoere wordt ook afgebeeld op een stele in Serabit el-Khadim, in het jaar 11, maar in Senenmoets tweede graftombe is ze volledig afwezig, en dit dateert uit het bewindsjaar 16 van Hatsjepsoet.
Er is geen aantekening of aanduiding gevonden waaruit zou moeten blijken dat zij met Thoetmosis III getrouwd was. Wel is er een onderzoek dat dit suggereert en dat zij bovendien de moeder van zijn oudste zoon zou zijn geweest. Maar op twee afbeeldingen staat de naam Satiah aangeduid als Thoetmosis ' vrouw, en het lijkt of deze naam daar die van Neferoere vervangt, die er oorspronkelijk zou hebben gestaan. Een van de afbeeldingen wordt met de titel Grote Koninklijke Vrouwe geassocieerd, de andere met Godsvrouw, een titel die Satiah later in inscripties draagt.
Maar niet alle titels die Neferoere droeg worden bij Satiah teruggevonden.
Aangezien Neferoere in de graftempel van haar moeder wordt afgebeeld, besluit een aantal auteurs echter dat Neferoere nog leefde tijdens de eerste regeringsjaren van Thoetmosis III als farao, en dat diens oudste zoon Amenemhat haar kind was.
Neferoere wordt ook afgebeeld in de graftempel van haar moeder in Deir el-Bahri, op verschillende standbeelden van Senenmut, of steles in Karnak, en in de Sinaï.
Er werd voor haar een tombe gebouwd, die door archeoloog Howard Carter werd opgegraven. Ze bevond zich bovenaan een klif en was zo goed als leeg. Het graf leek wel gebruikt te zijn geweest, aangezien er sporen van oker en gele verf konden getraceerd worden. Archeologen die de tombe inspecteerden waren ervan overtuigd dat Neferoere haar moeder niet had overleefd.

## Galerij

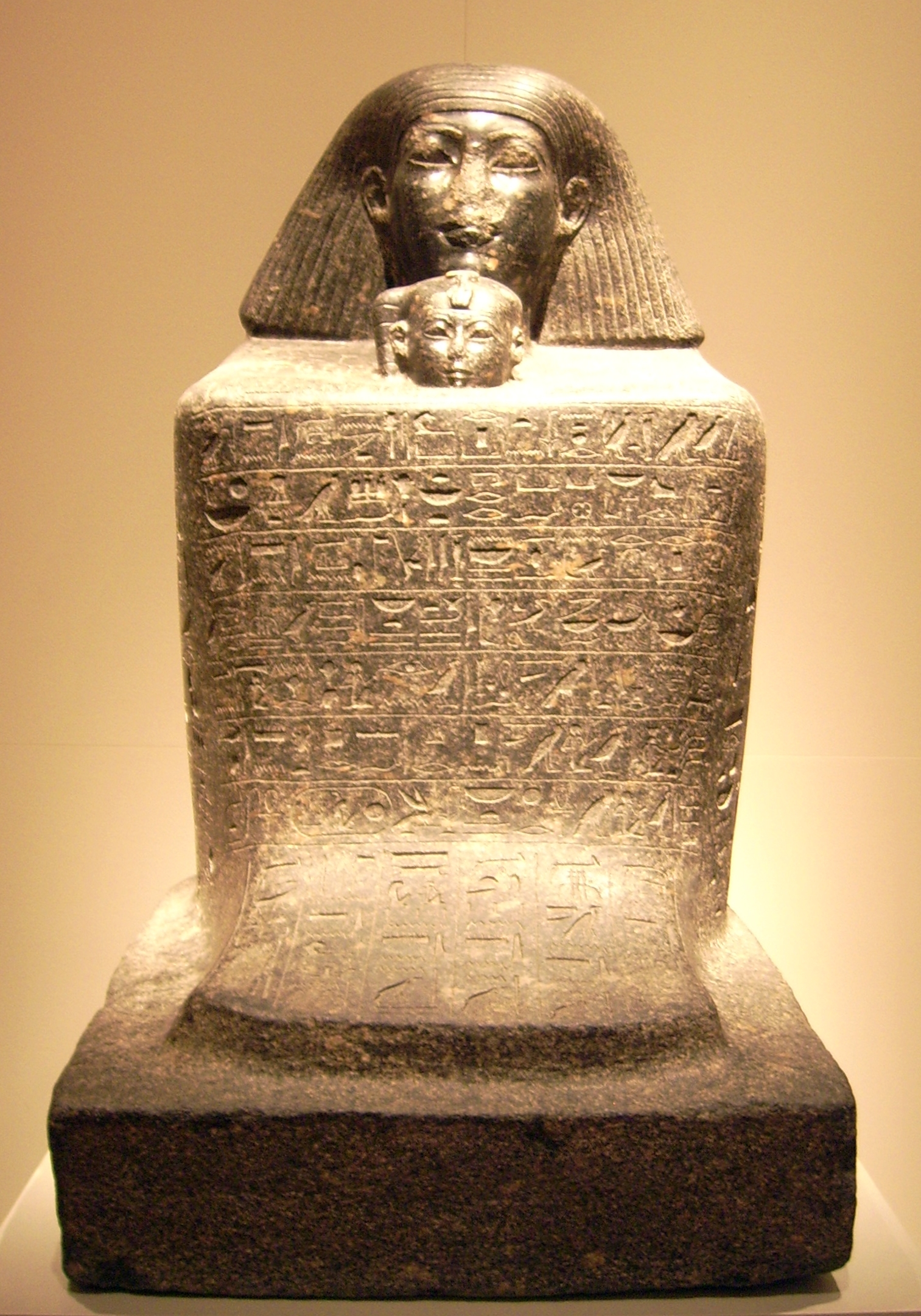
Blokbeeld van Neferoere en Senenmoet
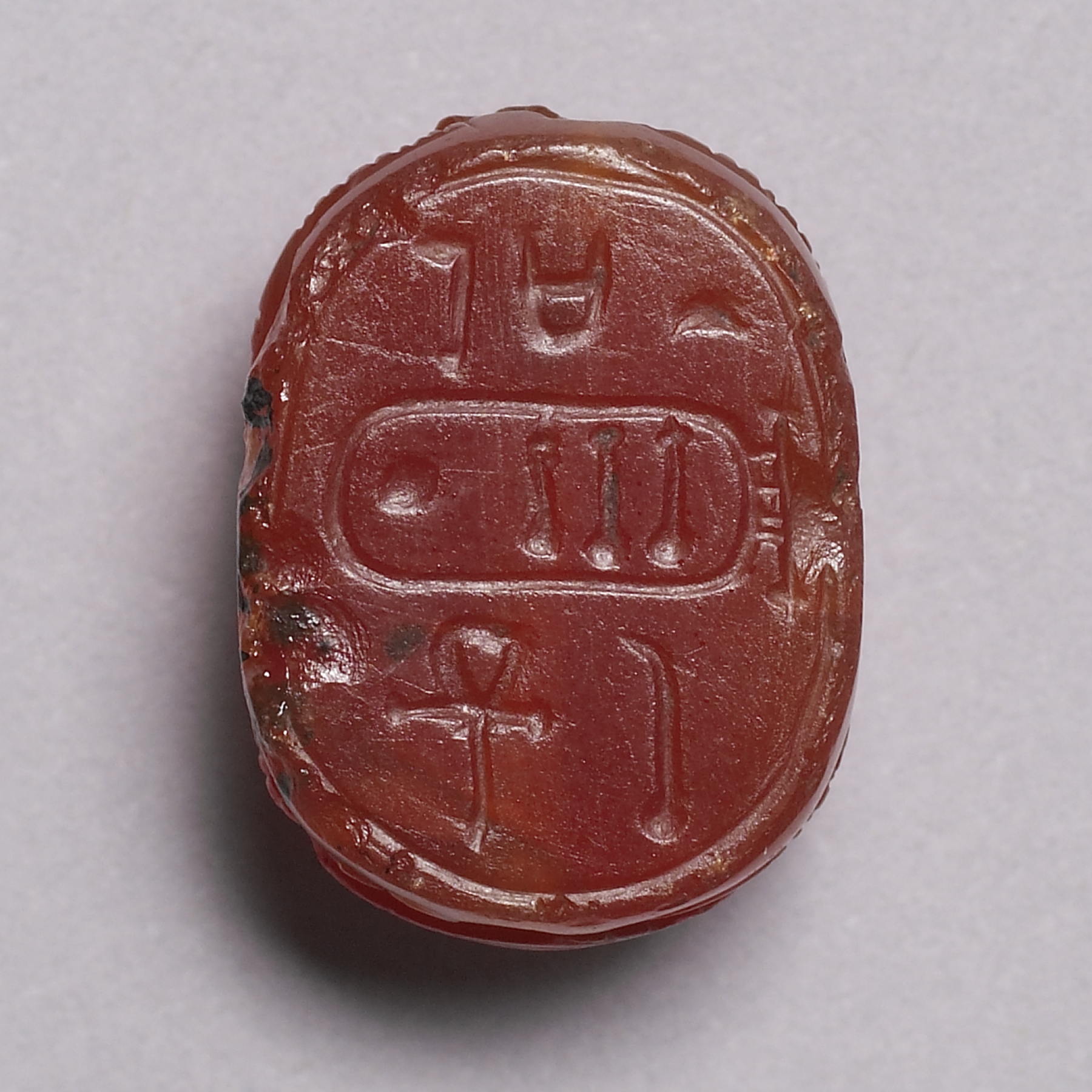
Scarabee van Neferoere
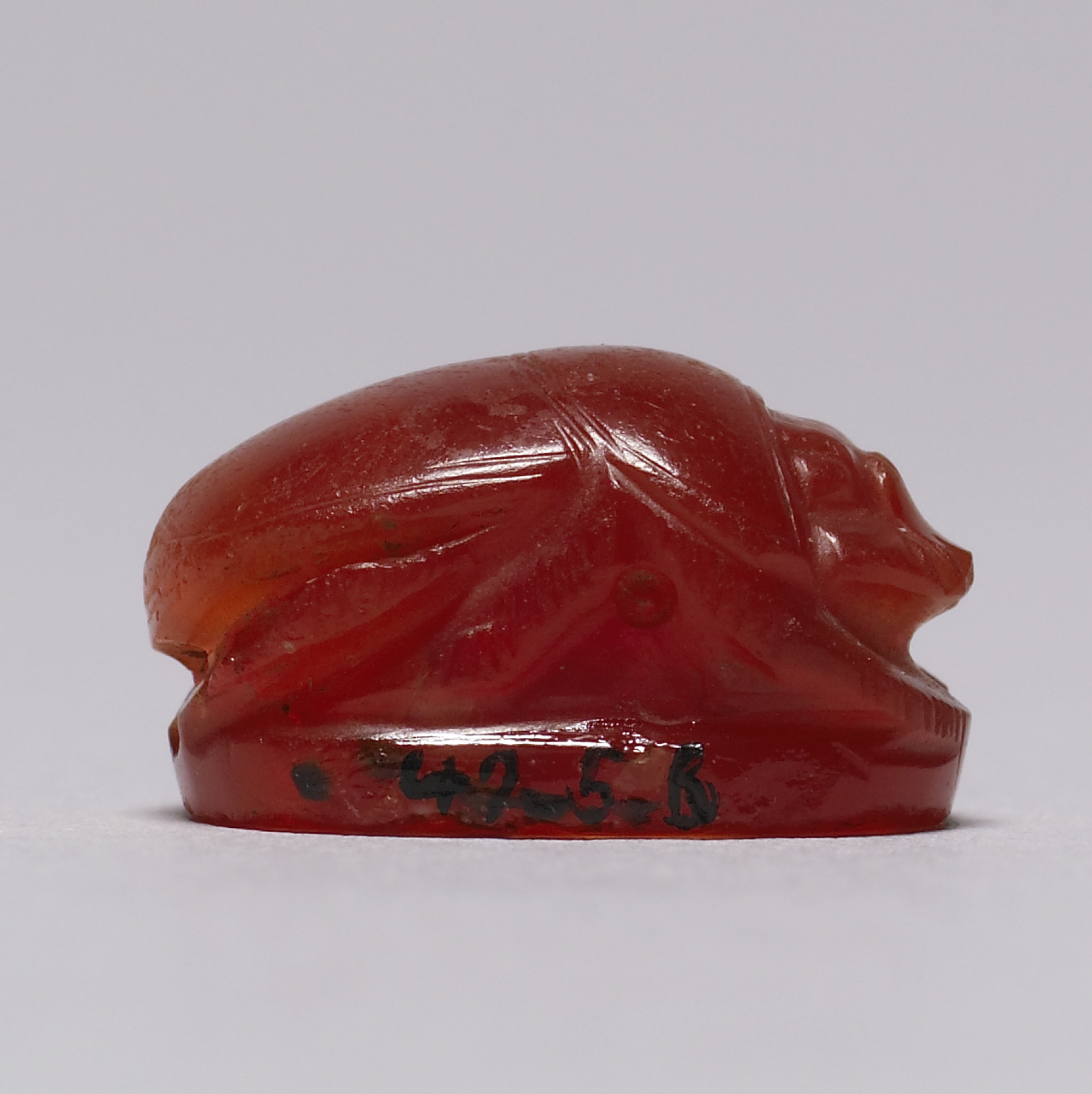
Zij aanzicht van de scarabee
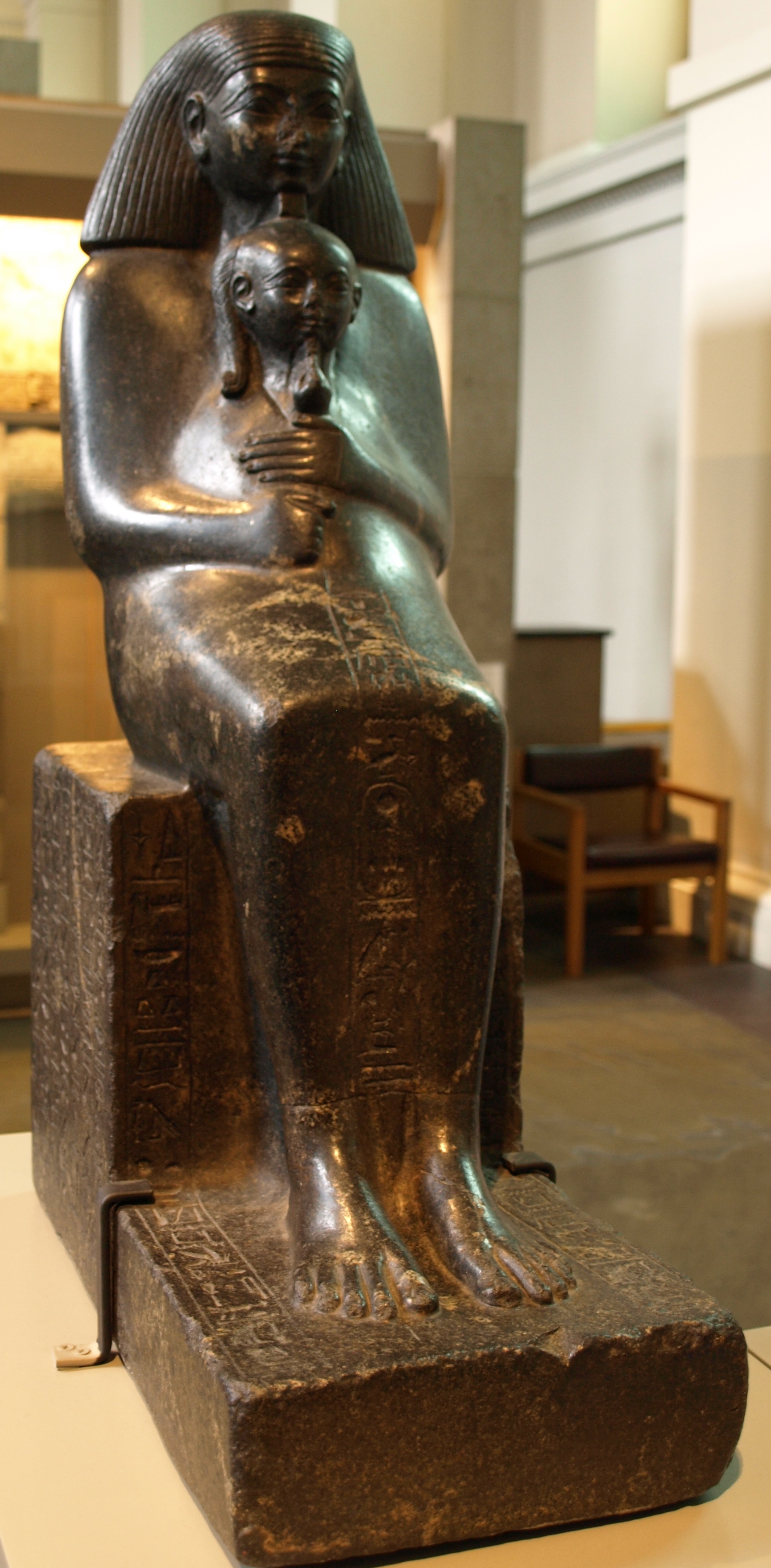
Standbeeld van Neferoere en Senenmoet